# SM-liiga 1984/85
Die SM-liiga-Saison 1984/85 war die zehnte Spielzeit der finnischen SM-liiga. Finnischer Meister wurde zum insgesamt 16. Mal und zum ersten Mal überhaupt seit Einführung der SM-liiga Ilves Tampere, während Kiekko-Reipas in die zweite Liga abstieg.

## Reguläre Saison

### Modus
Die zehn Mannschaften der SM-liiga spielten zunächst in 36 Saisonspielen gegeneinander. Während sich die ersten vier Mannschaften für die Play-offs qualifizierten, musste der Vorletzte gegen die Mannschaften auf den Plätzen zwei bis vier der zweiten Liga um den Klassenerhalt spielen. Der Letzte stieg automatisch in die zweite Liga ab und wurde durch den Zweitligameister ersetzt. Für einen Sieg erhielt jede Mannschaft zwei Punkte, bei einem Unentschieden gab es einen Punkt und bei einer Niederlage null Punkte.

### Hauptrunde
|     | Klub             | Sp | S  | U | N  | T   | GT  | Punkte |
| --- | ---------------- | -- | -- | - | -- | --- | --- | ------ |
| 1.  | TPS Turku        | 36 | 24 | 2 | 10 | 163 | 124 | 50     |
| 2.  | Kärpät Oulu      | 36 | 22 | 2 | 12 | 153 | 105 | 46     |
| 3.  | Ilves Tampere    | 36 | 22 | 1 | 13 | 168 | 133 | 45     |
| 4.  | Ässät Pori       | 36 | 22 | 0 | 14 | 166 | 129 | 44     |
| 5.  | HIFK Helsinki    | 36 | 19 | 2 | 15 | 189 | 152 | 40     |
| 6.  | Tappara Tampere  | 36 | 16 | 2 | 18 | 152 | 147 | 34     |
| 7   | Lukko Rauma      | 36 | 13 | 3 | 20 | 131 | 149 | 29     |
| 8.  | Jokerit Helsinki | 36 | 13 | 2 | 21 | 154 | 176 | 28     |
| 9.  | SaiPa            | 36 | 11 | 3 | 22 | 127 | 199 | 25     |
| 10. | Kiekko-Reipas    | 36 | 8  | 3 | 25 | 111 | 200 | 19     |

Sp = Spiele, S = Siege, U = unentschieden, N = Niederlagen, OTS = Overtime-Siege, OTN = Overtime-Niederlage, SOS = Penalty-Siege, SON = Penalty-Niederlage

### Topscorer
| #  | Name           | Team             | Spiele | Tore | Assists | Punkte |
| -- | -------------- | ---------------- | ------ | ---- | ------- | ------ |
| 1  | Matti Hagman   | HIFK Helsinki    | 34     | 23   | 44      | 67     |
| 2  | Mikko Mäkelä   | Ilves Tampere    | 36     | 34   | 25      | 59     |
| 3  | Raimo Helminen | Ilves Tampere    | 36     | 21   | 36      | 57     |
| 4  | Esa Tikkanen   | HIFK Helsinki    | 36     | 21   | 34      | 55     |
| 5  | Reijo Leppänen | TPS Turku        | 35     | 28   | 26      | 54     |
| 6  | Jari Lindroos  | Jokerit Helsinki | 36     | 14   | 36      | 50     |
| 7  | Pekka Järvelä  | Kärpät Oulu      | 36     | 20   | 28      | 48     |
| 8  | Erkki Lehtonen | Tappara Tampere  | 36     | 17   | 31      | 48     |
| 9  | Risto Kerminen | Jokerit Helsinki | 36     | 31   | 16      | 47     |
| 10 | Jari Torkki    | Lukko Rauma      | 36     | 25   | 21      | 46     |

## Play-offs
Das Halbfinale und Finale wurden im Modus „Best-of-Five“ ausgetragen, das Spiel um Platz drei im Modus „Best-of-Three“.

### Turnierbaum
|  | Halbfinale          | Halbfinale |        |   | Finale | Finale |
|  |                     |            |        |   |        |        |
|  | TPS Turku           | 3          |        |   |        |        |
|  | Ässät Pori          | 2          |        |   |        |        |
|  |                     |            |        |   |        |        |
|  |                     |            |        |   |        |        |
|  | TPS                 | 2          |        |   |        |        |
|  |                     | Ilves      | 3      |   |        |        |
|  |                     |            |        |   |        |        |
|  | Spiel um Platz drei |            |        |   |        |        |
|  |                     |            | Kärpät | 2 |        |        |
|  | Kärpät Oulu         | 1          | Ässät  | 1 |        |        |
|  | Ilves Tampere       | 3          |        |   |        |        |

### Finnischer Meister
| Finnischer Meister Ilves Tampere | Torhüter: Jarmo Myllys, Jukka Tammi Verteidiger: Hannu Helander, Hannu Henriksson, Jukka Hirsimäki, Matti Kaario, Ari-Pekka Lehtonen, Tero Peura, Ville Sirén, Petri Tuomi Angreifer: Ari Haanpää, Antti Heikkilä, Raimo Helminen, Jarmo Huhtala, Risto Jalo, Juha Järvenpää, Hannu Kuronen, Juha Laukkanen, Mikko Mäkelä, Jari Neuvonen, Reima Pullinen, Juha Rajala Cheftrainer: Seppo Hiitelä |

### Topscorer
| #  | Name           | Team  | Spiele | Tore | Assists | Punkte |
| -- | -------------- | ----- | ------ | ---- | ------- | ------ |
| 1. | Reijo Leppänen | TPS   | 10     | 5    | 7       | 12     |
| 2. | Mikko Mäkelä   | Ilves | 9      | 4    | 7       | 11     |
| 3. | Kari Makkonen  | Ässät | 8      | 6    | 4       | 10     |
| 4. | Jukka Porvari  | TPS   | 10     | 7    | 2       | 9      |
| 5. | Juha Nurmi     | TPS   | 10     | 4    | 5       | 9      |

### Auszeichnungen
| Auszeichnung                 | Gewinner       | Team          |
| ---------------------------- | -------------- | ------------- |
| Kanada-malja                 | Ilves Tampere  |               |
| Kalevi-Numminen-Trophäe      | Seppo Hiitelä  | Ilves Tampere |
| Jarmo Wasaman muistopalkinto | Jari Neuvonen  | Ilves Tampere |
| Matti-Keinonen-Trophäe       | Esa Tikkanen   | HIFK Helsinki |
| Raimo-Kilpiö-Trophäe         | Reijo Leppänen | TPS Turku     |
| Urpo-Ylönen-Trophäe          | Jukka Tammi    | Ilves Tampere |
| Pekka-Rautakallio-Trophäe    | Tapio Levo     | Ässät Pori    |
| Aarne-Honkavaara-Trophäe     | Mikko Mäkelä   | Ilves Tampere |
| Veli-Pekka-Ketola-Trophäe    | Matti Hagman   | HIFK Helsinki |

### All-Star-Team
| Tor          | Kari Takko (Ässät Pori)    | Kari Takko (Ässät Pori)    | Kari Takko (Ässät Pori)      | Kari Takko (Ässät Pori)      | Kari Takko (Ässät Pori)      | Kari Takko (Ässät Pori)      |
| Verteidigung | Tapio Levo (Ässät Pori)    | Tapio Levo (Ässät Pori)    | Tapio Levo (Ässät Pori)      | Arto Ruotanen (Ässät Pori)   | Arto Ruotanen (Ässät Pori)   | Arto Ruotanen (Ässät Pori)   |
| Sturm        | Reijo Leppänen (TPS Turku) | Reijo Leppänen (TPS Turku) | Pekka Järvelä (Oulun Kärpät) | Pekka Järvelä (Oulun Kärpät) | Mikko Mäkelä (Ilves Tampere) | Mikko Mäkelä (Ilves Tampere) |

## SM-liiga-Relegation
Der Vorletzte der SM-liiga-Hauptrunde und die Mannschaften auf den Plätzen zwei bis vier der zweiten Liga spielten in Hin- und Rückspiel um den Aufstieg bzw. Klassenerhalt. In der Relegation sicherte sich SaiPa dabei den Klassenerhalt.

### Tabelle
|    | Klub        | Sp | S | U | N | T  | GT | Punkte |
| -- | ----------- | -- | - | - | - | -- | -- | ------ |
| 1. | SaiPa       | 6  | 4 | 1 | 1 | 28 | 28 | 9      |
| 2. | TuTo Hockey | 6  | 3 | 1 | 2 | 31 | 17 | 7      |
| 3. | KalPa       | 6  | 3 | 0 | 3 | 26 | 23 | 6      |
| 4. | KooKoo      | 6  | 0 | 2 | 4 | 15 | 31 | 2      |

Sp = Spiele, S = Siege, U = unentschieden, N = Niederlagen, OTS = Overtime-Siege, OTN = Overtime-Niederlage, SOS = Penalty-Siege, SON = Penalty-Niederlage